# Lý Thương
Lý Thương (tiếng Trung: 李沧区, Hán Việt: Lý Thương khu) là một quận của địa cấp thị Thanh Đảo, tỉnh Sơn Đông, Cộng hòa Nhân dân Trung Hoa. Quận Lý Thương có diện tích 98 km2, dân số năm 2001 là 280.200 người. Quận Lý Thương có 11 nhai đạo.